# نولينة دورانغوية
نولينة دورانغوية (الاسم العلمي:Nolina durangensis) هي نوع من النباتات تتبع جنس النولينة من الفصيلة الهليونية.